# USS Holland (SS-1)
USS Holland («Голланд») — первая боевая подводная лодка ВМФ США, положившая начало американскому подводному флоту.

## История
До неё в США были созданы подлодка USS Alligator («Аллигатор»), которая принимала участие в военных операциях, затонув при буксировании и субмарина «Разумный кит», которая настолько неудачно показала себя на испытаниях, что Военно-морское Министерство США отказалось от проекта.
Лодка USS Holland, первоначально названная Holland VI, была заложена на верфи Crescent Shipyard в городе Элизабет, штат Нью-Джерси, компанией Holland Torpedo Boat Company американского инженера и изобретателя Джона Холланда.

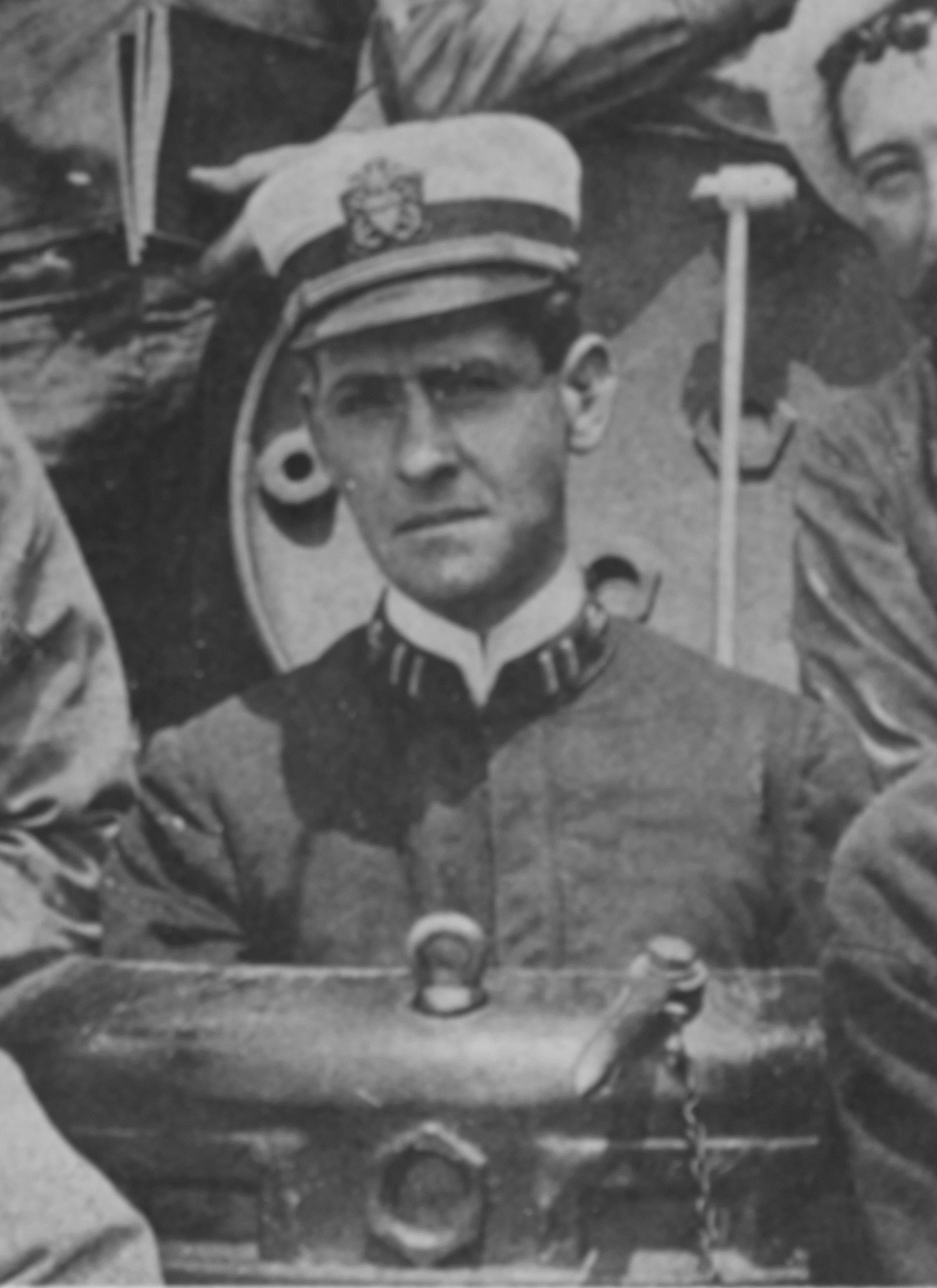
Харри Колдуэлл, 1901 год

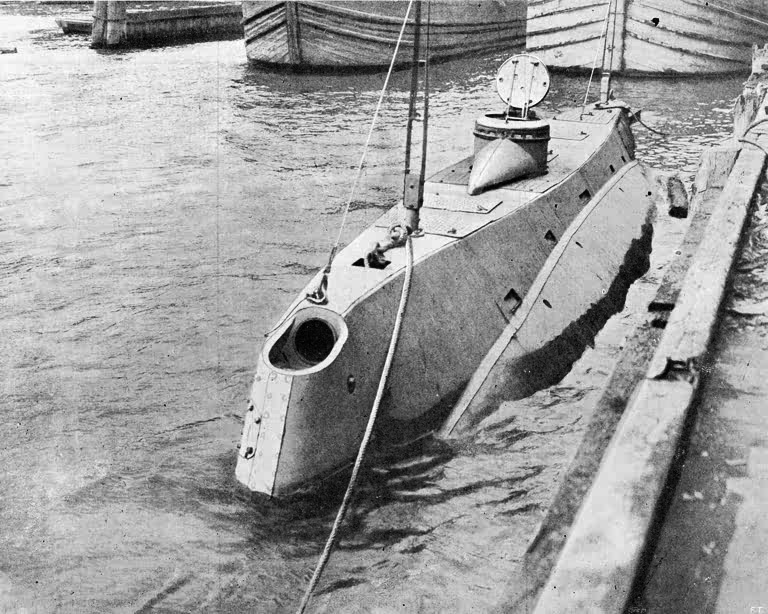
USS Holland, 1898 год

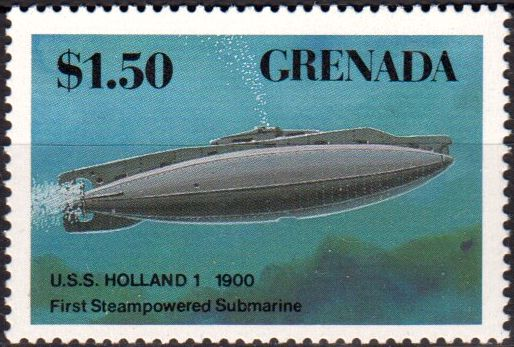
USS Holland на почтовой марке Гренады

Разработана конструктором морских судов Льюисом Никсоном (англ. Lewis Nixon), была спущена на воду 17 мая 1897 года. Вошла в состав ВМС США 11 апреля 1900 года и введена в эксплуатацию 12 октября 1900 года под командованием лейтенанта Гарри Колдуэлла (англ. Harry Handly Caldwell). Первая подводная лодка США включила в себя многие элементы, определившие функции подводных кораблей начала XX века: боевая рубка, балластные танки, торпедная установка.
Экипаж подлодки состоял из шести человек, предельная глубина погружения составила 75 футов (23 метра). Лодка имела водоизмещение 100 тонн, один гребной винт, 4-тактный бензиновый двигатель внутреннего сгорания Отто Дейца в 45 л.с. для надводного хода и электромотор в 50 л.с. для подводного хода. Скорость надводного хода составляла 9 узлов, подводного — 7 узлов. Район плавания над водой — 200 миль, под водой — 30 миль. Запас воздуха позволял экипажу провести под водой 12 часов. Вооружение состояло из одного торпедного аппарата с тремя торпедами, а также одной динамитной пушки в носовой части судна. По проекту предусматривалась вторая пушка на корме, но она не была установлена для улучшения выхлопной системы подлодки.
Характеристики подводного корабля убедили правительство США приобрести его для своих военно-морских сил — за подлодку было уплачено 11 апреля 1900 года 150 000 долларов. Она стала первым по-настоящему успешным подводным судном и компании Джона Голланда американским правительством были заказаны следующие лодки, получившие название «Plunger». 12 октября 1900 года в Ньюпорте, Род-Айленд, Holland VI была переименована в USS Holland и с командиром Гарри Колдуэллом введена в строй, став первой субмариной ВМС США в последующей серии многих подводных лодок американского флота. 16 октября она покинула Ньюпорт и с буксиром Leyden направилась в город Аннаполис, штат Мэриленд, где использовалась для подготовки мичманов Военно-морской академии США, а также других моряков для последующей службы на новых строящихся субмаринах ВМФ США.
За исключением периода с 15 июня по 1 октября 1901 года, когда субмарина находилась для подготовки курсантов в военно-морском центре Naval Undersea Warfare Center в Ньюпорте, Род-Айленд, остальное время она оставалась в Аннаполисе в качестве учебной подводной лодки до 17 июля 1905 года. Свою миссию USS Holland завершила в Норфолке, Виргиния. Она была исключена из Военно-морского регистра (англ. Naval Vessel Register) 21 ноября 1910 года. Была продана на металлолом компании Henry A. Hitner & Sons в Филадельфии 18 июня 1913 года за 100 долларов. В 1915 году остов подлодки был приобретён предпринимателем Peter J. Gibbons. В октябре 1916 года она была показана в Филадельфии, в мае 1917 года — в Бронксе, Нью-Йорк, на международной выставке развлечений Bronx International Exposition of Science, Arts and Industries. Затем субмарина в течение нескольких лет находилась в Патерсоне, Нью-Джерси, пока в 1932 году окончательно не пошла на слом.